# Тятер-Арасланово
Тятер-Арасланово (тат. Тәтер-Арыслан, баш. Тәтер-Арыҫлан) — село в Стерлибашевском районе Республики Башкортостан, единственный населенный пункт Тятер-Араслановского сельсовета.

## История
В «Списке населенных мест по сведениям 1870 года», изданном в 1877 году, населённый пункт упомянут как деревня Тятерь-Арасланова 4-го стана Стерлитамакского уезда Уфимской губернии. Располагалась при речке Тятере, в 76 верстах от уездного города Стерлитамака и в 17 верстах от становой квартиры в селе Васильевское (Бондаревка). В деревне, в 167 дворах жили 922 человека (464 мужчины и 458 женщин, татары, башкиры), были мечеть, училище, 5 водяных мельниц. Жители занимались земледелием, скотоводством, пчеловодством.

## Население
| 2002 | 2009  | 2010 | 2012 | 2013 | 2014 | 2015 |
| ---- | ----- | ---- | ---- | ---- | ---- | ---- |
| 1035 | ↘1009 | ↘996 | ↘986 | ↘954 | ↗955 | ↘944 |
| 2016 |       |      |      |      |      |      |
| ↘916 |       |      |      |      |      |      |

Жители — преимущественно татары (86 %).

## Географическое положение
Расстояние до:
- районного центра (Стерлибашево): 26 км,
- ближайшей ж/д станции (Стерлитамак): 85 км.

## Религия
В селе есть мечеть.